# MH Sipos Gyula 6. Területvédelmi Ezred
A Magyar Honvédség 6. Sipos Gyula Területvédelmi Ezred a Magyar Honvédség egyik legnagyobb szárazföldi katonai szervezete, amely az Magyar Honvédség Tartalékképző és Támogató Parancsnokság közvetlen irányítása alá tartozik. Az ezred névadója Sipos Gyula honvéd ezredes, helyőrsége Székesfehérváron van. 
Az ezred feladata az Önkéntes Területvédelmi Tartalékos (ÖTT) rendszer kialakítása, fenntartása, fejlesztése, illetve az önkéntes tartalékos állomány területvédelmi feladatokra történő felkészítése.

## Története
Magyarország 2016-ban kezdte meg a területvédelmi erők kialakítását. Jelenleg (2022) két területvédelmi ezred működik az ország területén békeidőben.
Az ezred a Dunántúlon működik és látja el teendőit.

## Szervezeti felépítése, alegységei
- Parancsnokság és törzs (Székesfehérvár)

- MH 1. Nemesvidi Horváth János Területvédelmi Zászlóalj (Budapest I.)
- MH 12. Dula Nándor Területvédelmi Zászlóalj (Komárom-Esztergom vármegye, Tatabánya)
- MH 17. Pour Gyula Területvédelmi Zászlóalj (Fejér vármegye, Székesfehérvár)
- MH 19. Szalontai Ferenc Területvédelmi Zászlóalj (Győr-Moson-Sopron vármegye, Győr)
- MH 29. Jónás István Területvédelmi Zászlóalj (Budapest II.)
- MH 30. Szepessy András Területvédelmi Zászlóalj (Pest vármegye, Szentendre)
- MH 31. Draganits Ferenc Területvédelmi Zászlóalj (Veszprém vármegye, Veszprém)
- MH 44. Adorján József Területvédelmi Zászlóalj (Somogy vármegye, Kaposvár)
- MH 48. Nagy Sándor Területvédelmi Zászlóalj (Zala vármegye, Zalaegerszeg)
- MH 52. Oszlányi Kornél Területvédelmi Zászlóalj (Baranya vármegye, Pécs)
- MH 69. Horváth József Területvédelmi Zászlóalj (Tolna vármegye, Szekszárd)
- MH 83. Poppr Emil Területvédelmi Zászlóalj (Vas vármegye, Szombathely)

## Parancsnokai
| Név           | Rendfokozat | Parancsnoki beosztás                  | Parancsnoki beosztás után                                                                                |
| ------------- | ----------- | ------------------------------------- | --- |
| Huszár Ferenc | ezredes     | 2018. október 1. - 2019. február 15.  | |
| Sipos Antal   | ezredes     | 2019. február 15. - 2022. március 15. | MH Tartalékképző és Támogató Parancsnokság Hátországvédelmi Igazgatóság Helyőrségtámogató Főnökség főnök |
| Páli Zoltán   | ezredes     | 2022. március 15. -                   | |
| Csányi Henrik | alezredes   |                                       | |